# Żeliszew Duży
Żeliszew Duży (prononciation : [ʐɛˈliʂɛf ˈduʐɨ]) est un village polonais de la gmina de Kotuń dans le powiat de Siedlce de la voïvodie de Mazovie dans le centre-est de la Pologne.
Il se situe à environ 8 km au sud-ouest de Kotuń (siège de la gmina), 20 km à l'ouest de Siedlce (siège du powiat) et à 68 km à l'est de Varsovie (capitale de la Pologne).
Le village compte approximativement une population de 525 habitants en 2010.

## Histoire
De 1975 à 1998, le village appartient administrativement à la voïvodie de Siedlce.
Depuis 1999, il appartient administrativement à la voïvodie de Mazovie